# Beaufortainmassief
Het Beaufortainmassief (fr: Massif du Beaufortain, it: Alpi del Beaufortain) is een bergmassief in de noordelijke Franse Alpen, gelegen in de departementen Savoie en Haute-Savoie.
De begrenzing van het massief gaat als volgt (in wijzerzin): les Chapieux - Vallée des Chapieux - Bourg-St-Maurice - Isère (rivier) - Moûtiers - Albertville - Val d'Arly - Megève - Val d'Arbon - Vallée de l'Arve - le Fayet - le Bon Nant (rivier) - Col du Bonhomme.
Het massief wordt omsloten door andere bergmassieven als dat van de Aravis (noordwesten), Bauges (westen), Vanoise (zuiden) en Mont-Blanc (noordoosten). De zogeheten Sillon Alpin scheidt de Franse Voor-Alpen (Aravis en Bauges) van de 'echte' Alpen. Deze geologische grens loopt hier via het Val d'Arly en Megève. Het massief van de Beaufortain is wat minder hoog dan de naburige massieven van de Vanoise en de Mont-Blanc. Ook de hoofdkam van de Alpen, die net ten oosten van het Beaufortainmassief loopt is hier wat lager, met onder meer de Kleine Sint-Bernhardpas vanuit Bourg-Saint-Maurice.
De Cormet de Roselend en de Col du Bonhomme scheiden de twee grote onderdelen van het massief: de bergketen van de Mont Joly tot de Aiguille de la Pennaz in het noorden en het massief rond Le Roignais, Grand Mont en Mont Mirantin in het zuiden.
De streek "Beaufortain", bekend voor zijn kazen, komt niet volledig overeen met het ernaar vernoemde massief. Het meest noordelijke deel van het massief, ten noorden van de Aiguille Croche, wordt niet tot de Beaufortain (streek) gerekend.

## Bergtoppen
Door zijn karakteristieke vorm is de Pierra Menta de bekendste berg in het gebied. Er worden wandeltochten en toerskitochten georganiseerd rondom de berg.
- Roignais (2995 m), hoogste punt van het massief
- pointe de la Combe Neuve (2961 m)
- aiguille du Grand Fond (2920 m)
- pointe de la Terrasse (2881 m)
- Grande Parel (2725 m)
- Pierra Menta (2714 m)
- aiguilles de la Penaz (2688 m)
- Grand Mont (2686 m)
- crêt du Rey (2633 m)
- tête de la Cicle (2552 m)
- crête des Gittes (2538 m)
- Mont Coin (2539 m)
- Mont Joly (2525 m)
- aiguille Croche (2487 m)
- pointe de la Grande Journée (2462 m)
- Mont Mirantin (2460 m)